# Имре Шатори
Имре Шатори (мађ. Sátori Imre; Будимпешта, 7. март 1937 — Будимпешта, 30. новембар 2010) је био мађарски фудбалер, члан Олимпијске репрезентације Мађарске, играо је на позицији одбрамбеног играча.

## Каријера

### Клуб
До 1958. године био је играч за Чепел Аута, па онда Гаме и МТЕ Будафока. Између 1958. и 1961, затим између 1963. и 1967. играо је за Чепел ШК и постао шампион 1959. године. Између 1967. и 1970. био је фудбалер Еђетертеша. Постигао је 22 гола у укупно 134 првенствене утакмице.

### Репрезентација
Године 1960. појавио се 5 пута у тиму који је освојио бронзану медаљу на Олимпијским играма у Риму.

## Достигнућа
- Прва лига Мађарске у фудбалу
  - шампион: 1958/59
- Куп Мађарске у фудбалу (MNK)
  - победник: 1964
- Митропа куп (КПК)
  - победник: 1959.